# Јонче Торовић
Јонче Торовић познат као Војвода Јонче био је српски хајдук и четнички војвода током борбе за Македонију. За време Балканских ратова и у Првом светском рату је цело време био у српској војсци као и његови синови Димко и Ангеле Торовић. Одликован је Карађорђевом звездом са мачевима и Златном медаљом за храброст. Био је главни вођа Срба у Присаду и заменик војводе Глигора Соколовића. Учествовао је у убиству Расим-бега као и у убиству браће Ацев. Када је Дончо Ацев чуо да су му Јонче и војвода Глигор убили браћу он је хтео да им се освети, те је отишао у Присад где је Јонче живео, али је Јонче чуо да пси лају и схватио шта се дешава па се сакрио иза куће док је његова жена преварила Бугаре тако да мисле да Јонче није кући. О овом догађају је испевана народна песма ,,Песна за Јонче војводата".